# The Brits Are Coming - La truffa è servita
The Brits Are Coming - La truffa è servita (The Con is On) è un film del 2018 diretto da James Oakley.

## Trama
La coppia formata da Harriet e Peter, dopo essere scappati dalla pericolosa gangster Irina, progettano un furto di gioielli a Los Angeles. Tuttavia, dopo aver ricevuto i soldi, Harriet li perde tutti al poker, rimanendo al verde.
A Los Angeles, allora, la coppia lavora per uno strano prete, Sidney, che promette 40.000 dollari in cambio della riuscita di una consegna di oppio. Nel frattempo Peter apprende che la gangster Irina non solo li insegue per i soldi, ma anche perché prova dei sentimenti per Harriet. Sidney, in realtà, ha stretto un patto con Irina per fare in modo che la coppia esca allo scoperto. Nel frattempo Peter incontra Jackie, la sua ex moglie, che adesso sta con Gabriel (che sta anche con Gina e Vivienne). Peter decide, con Harriet, di rubarle il prezioso anello da 5 milioni di dollari che porta al dito, per darlo ad Irina, sperando di saldare il debito e chiudere la questione.
Il furto viene rovinato dall'intervento delle ubriache Gina e Vivienne, a causa delle quali Jackie si arrabbia scagliando via l'anello, che però finisce proprio nel bicchiere di Harriet. Peter ed Harriet scappano via, tuttavia, a causa dell'inseguimento da parte di Irina, Harriet decide di darle l'anello, ma nella concitazione della sparatoria con Irina, che crede che vogliano imbrogliarla, le lancia l'anello autentico; si accorgerà solo in aeroporto, mentre stanno per partire immaginando anni di vita lussuosa, di avere in mano invece il falso duplicato. La coppia comunque fugge via al verde verso il Brasile, ma confidando nelle proprie abilità truffaldine per cavarsela comunque.

## Produzione
Nel maggio del 2015 viene annunciata, durante il Festival di Cannes, la partecipazione dell'attrice Uma Thurman nella nuova commedia d'azione The Brits Are Coming. Gli altri attori vengono annunciati nel corso dell'anno.
Le riprese iniziarono nell'estate del 2015 principalmente a New York, nei quartieri di Yorkers e Manhattan
Durante la produzione il film era stato intitolato The Brits Are Coming mentre a lavoro ultimato è stato chiamato The Con is On. Nella versione italiana è stato tuttavia chiamato con il primo titolo, seguito dal sottotitolo La truffa è servita.

## Distribuzione
Il film venne distribuito in versione limitata su alcune piattaforme on demand, tra cui Prime Video, il 4 maggio 2018.

## Accoglienza
Il film ha ricevuto una valutazione del 0% di critiche positive sul sito Rotten Tomatoes, basata su 6 valutazioni.